# Brett Brown
Brett Brown (ur. 1961 w South Portland) – amerykański trener koszykarski, obecnie asystent trenera San Antonio Spurs.
W latach 1995–2003 pełnił funkcję asystenta trenera reprezentacji Australii. W tym okresie brał udział w mistrzostwach świata (1998 – 9. miejsce) oraz dwukrotnie w igrzyskach olimpijskich (1996, 2000). W 2009 roku zaproponowano mu funkcję głównego trenera reprezentacji. Pełnił ją do 2012 roku, prowadząc kadrę podczas mistrzostw świata w 2010 roku (11. miejsce) oraz igrzysk w 2012 roku.
W 2002 roku rozpoczął pracę na stanowisku dyrektora do spraw rozwoju zawodników w klubie San Antonio Spurs. W 2007 roku został awansowany na asystenta trenera Gregga Popovicha. 
30 czerwca 2022 został po raz kolejny w karierze asystentem trenera San Antonio Spurs

## Osiągnięcia
Drużynowe
- Mistrzostwo:
  - NBA jako asystent trenera (2007)[4]
  - australijskiej ligi NBL (1994)[1]
  -  Oceanii (2011)
- Wicemistrzostwo:
  -  Oceanii (2009)
  - Australii (1992¹, 1993¹, 2001)

Indywidualne
- Trener Roku NBL (1994)[1]

¹ – jako asystent trenera